# Ahmed Abou el-Fetouh
Ahmed Ibrahim Abou el-Fetouh (in arabo أحمد إبراهيم أبو الفتوح‎?; Il Cairo, 2 gennaio 1971) è un ex cestista egiziano.

## Carriera
Con l'Egitto ha disputato due edizioni dei Campionati mondiali (1990, 1994).